# Taekwondo nos Jogos Europeus de 2015
As competições de taekwondo nos Jogos Europeus de 2015 foram disputadas no Baku Crystal Hall, em Baku entre 16 e 19 de junho. Foram disputadas 8 modalidades. 

## Calendário
| Junho     | 12 | 13 | 14 | 15 | 16 | 17 | 18 | 19 | 20 | 21 | 22 | 23 | 24 | 25 | 26 | 27 | 28 |
| --------- | -- | -- | -- | -- | -- | -- | -- | -- | -- | -- | -- | -- | -- | -- | -- | -- | -- |
| Taekwondo |    |    |    |    | 2  | 2  | 2  | 2  |    |    |    |    |    |    |    |    |    |

|  | Dia de competição |  | Dia de final |

## Qualificação
A qualificação foi baseada na lista do ranking mundial da Federação Mundial de  Taekwondo em 31 de março de 2015, com 112 vagas sendo concedidas através desse sistema, 14 em cada evento. Além disso, do total de lugares, oito foram destinados ao pais anfitrião, sendo uma vaga por evento.
Cada Comitê Olímpico Nacional é limitado a um máximo de oito atletas no total, com um atleta por evento. 

## Medalhistas
Masculino
| Evento           | Ouro                            | Prata                      | Bronze                           |
| ---------------- | ------------------------------- | -------------------------- | -------------------------------- |
| 58 kg detalhes   | Rui Bragança POR Portugal       | Jesús Tortosa ESP Espanha  | Si Mohamed Ketbi BEL Bélgica     |
| 58 kg detalhes   | Rui Bragança POR Portugal       | Jesús Tortosa ESP Espanha  | Levent Tuncat GER Alemanha       |
| 68 kg detalhes   | Aykhan Taghizade AZE Azerbaijão | Karol Robak POL Polônia    | Joel González ESP Espanha        |
| 68 kg detalhes   | Aykhan Taghizade AZE Azerbaijão | Karol Robak POL Polônia    | Aleksey Denisenko RUS Rússia     |
| 80 kg detalhes   | Milad Beigi AZE Azerbaijão      | Albert Gaun RUS Rússia     | Lutalo Muhammad GBR Grã-Bretanha |
| 80 kg detalhes   | Milad Beigi AZE Azerbaijão      | Albert Gaun RUS Rússia     | Júlio Ferreira POR Portugal      |
| + 80 kg detalhes | Radik Isayev AZE Azerbaijão     | Vladislav Larin RUS Rússia | Vedran Golec CRO Croácia         |
| + 80 kg detalhes | Radik Isayev AZE Azerbaijão     | Vladislav Larin RUS Rússia | Daniel Ros Gomez ESP Espanha     |

Feminino
| Evento           | Ouro                              | Prata                         | Bronze                           |
| ---------------- | --------------------------------- | ----------------------------- | -------------------------------- |
| 49 kg detalhes   | Charlie Maddock GBR Grã-Bretanha  | Tijana Bogdanović SRB Sérvia  | Patimat Abakarova AZE Azerbaijão |
| 49 kg detalhes   | Charlie Maddock GBR Grã-Bretanha  | Tijana Bogdanović SRB Sérvia  | Lucija Zaninović CRO Croácia     |
| 57 kg detalhes   | Jade Jones GBR Grã-Bretanha       | Ana Zaninović CRO Croácia     | Nikita Glasnović SWE Suécia      |
| 57 kg detalhes   | Jade Jones GBR Grã-Bretanha       | Ana Zaninović CRO Croácia     | Eva Calvo ESP Espanha            |
| 67 kg detalhes   | Anastasia Baryshnikova RUS Rússia | Farida Azizova AZE Azerbaijão | Elin Johansson SWE Suécia        |
| 67 kg detalhes   | Anastasia Baryshnikova RUS Rússia | Farida Azizova AZE Azerbaijão | Nur Tatar TUR Turquia            |
| + 67 kg detalhes | Gwladys Epangue FRA França        | Milica Mandić SRB Sérvia      | Iva Radoš CRO Croácia            |
| + 67 kg detalhes | Gwladys Epangue FRA França        | Milica Mandić SRB Sérvia      | Olga Ivanova RUS Rússia          |

## Quadro de medalhas
O quadro de medalhas foi publicado. 
| Ordem | País             | Medalha de ouro | Medalha de prata | Medalha de bronze |    |
| ----- | ---------------- | --------------- | ---------------- | ----------------- | -- |
| 1     | AZE Azerbaijão   | 3               | 1                | 1                 | 5  |
| 2     | GBR Grã-Bretanha | 2               |                  | 1                 | 3  |
| 3     | RUS Rússia       | 1               | 2                | 2                 | 5  |
| 4     | POR Portugal     | 1               |                  | 1                 | 2  |
| 5     | FRA França       | 1               |                  |                   | 1  |
| 6     | SRB Sérvia       |                 | 2                |                   | 2  |
| 7     | CRO Croácia      |                 | 1                | 3                 | 4  |
|       | ESP Espanha      |                 | 1                | 3                 | 4  |
| 9     | POL Polônia      |                 | 1                |                   | 1  |
| 10    | SWE Suécia       |                 |                  | 2                 | 2  |
| 11    | BEL Bélgica      |                 |                  | 1                 | 1  |
|       | GER Alemanha     |                 |                  | 1                 | 1  |
|       | TUR Turquia      |                 |                  | 1                 | 1  |
| TOTAL | TOTAL            | 8               | 8                | 16                | 32 |